# Surface 3
La Surface 3 es una 2 en 1 de la familia Microsoft Surface, presentada por Microsoft el 31 de marzo de 2015 y lanzada el 5 de mayo de 2015. A diferencia de su predecesora, la Surface 2, la Surface 3 utiliza una arquitectura Intel Atom x86 SoC, en lugar de una arquitecuta ARM como el Nvidia Tegra que impulsaba a la Surface 2, y corre Windows 10.

## Historia
Lanzada previamente a la Surface 3, la Surface Pro 3 (con un procesador Intel Core más potente) se convirtió en un negocio lucrativo para Microsoft hacia fines del 2014. Tiene un precio inicial de US$799, y posee una pantalla ClearType de alta resolución y compite con ultraportátiles de alta gama como el Apple MacBook Air. Con la introducción de la Surface 3, Microsoft apunta a hacer la Surface más accesible para aquellos que no necesitan el poder de la Surface Pro 3, a expensas de un poco de rendimiento. La Surface 3 puede ser considerada un competidor cercano a las tabletas tradicionales como el Apple iPad.

## Características

### Hardware
La Surface 3 comparte un diseño similar con la Surface Pro 3, con un cuerpo hecho de aleación de magnesio que da un acabado gris mate a la parte trasera del dispositivo. Cuenta con un kickstand que puede ser ajustado a 3 ángulos: 22°, 44° y 60°. La Surface 3 no tiene un ventilador, por lo que tampoco están las rejillas de ventilación presentes en la línea Surface Pro. La Surface 3 pesa 620 gramos y tiene una pantalla multitouch de 10,8 pulgadas (27,4 cm) cuya relación de aspecto es de 3:2. Para recargarse, la Surface 3 utiliza un Micro-USB estándar, dándole a los usuarios una amplia variedad de opciones de carga, incluyendo cargar el dispositivo con un cargador de celular.
La Surface 3 tiene un SoC Intel Atom x7-Z8700 a cuatro núcleos de 14 nm. Dicho procesador es capaz de manejar hasta tres pantallas externas a través de Mini DisplayPort y soporta hasta una resolución de 4K para una de las pantallas externas. La pantalla de la Surface 3 tiene una resolución de 1920 x 1280. El dispositivo viene con 64 o 128GB de almacenamiento SSD y 2 o 4 GB de memoria RAM. La capacidad de almacenamiento del dispositivo puede ser expandida al instalar una tarjeta microSD de hasta 200GB.

### Software
A diferencia de sus predecesores, la Surface 3 es la primera en la línea "no Pro" en contar con el sistema operativo Windows completo, al contrario que Windows 3, lo que convierte a este dispositivo en una PC 2 en 1, algo que no puede decirse de sus predecesores: la Surface RT y la Surface 2, debido a la arquitectura ARM de los procesadores de estas dos últimas.
Las Surface 3 compradas antes del 29 de julio de 2015 vienen con Windows 8.1, pero son actualizables a Windows 10 a partir de esa fecha. Desde el lanzamiento de Windows 10, los modelos de consumo de la Surface 3 ahora vienen con Windows 10 Home, no como los dispositivos de la línea Pro, que vienen con Windows 10 Pro. Modelos business de la Surface 3, de todas formas, vienen ahora con Windows 10 Pro.

### Accesorios
La Surface 3, como sus predecesores y los dispositivos de la línea Pro, es compatible con el Type Cover — un teclado accesorio acoplable, que también sirve de cubierta protectora para la pantalla, con un precio de US$ 129 al momento de su anuncio.
La Surface 3 es la primera tableta en la línea no Pro en contar con un digitalizador y por lo tanto soportar el Surface Pen. No como la Surface Pro 3, de todas formas, no viene incluido en la caja, pero está disponible para su compra por separado.
Después del lanzamiento de la Surface 3, se lanzó un dock que incluye 4 puertos USB (y dos USB 3.0), un conector Ethernet, un puerto Mini DisplayPort (que en contraste con el del dock de la Surface Pro 3, no puede ser utilizado simultáneamente con el de la tableta ya que éste se conecta directamente al puerto ya existente de la Surface 3), un jack de 3.5mm para entrada y salida de audio y un almacenamiento para el Surface Pen.

## Recepción
La Surface 3 recibió por lo general reseñas positivas de los críticos de tecnología, quienes elogiaron que Microsoft haya utilizado esta vez un procesador x86 y el sistema operativo Windows de escritorio. La mayoría ha destacado el buen diseñado del chasis y accesorios hechos con materiales de calidad, y sobre todo el que tenga una sensación premium al uso. Cupo destacar también que los 37 GB en la versión más básica de la Surface 3 del total de almacenamiento están disponibles al usuario, mientras que su competidor cercano, el Apple iPad Air 2, tiene sólo 12.56 GB disponibles en su versión más básica y por el mismo precio.
Las desventajas más comunes son una duración de la batería relativamente baja, un desempeño más bien bajo al compararlo con dispositivos con procesadores Intel Core y un alto precio ya que los accesorios como el Surface Pen o el Type Cover no son incluidos.

## Línea de tiempo
Fuente: Surface Blog